# باشگاه فوتبال سولیداریتی اسکولایر
سولیداریتی اسکولایر یک باشگاه فوتبال حرفه‌ای در گوادلوپ است که در خلیج مئو واقع شده است. آنها در اصل در پوئنت-ا-پیتر بنیان‌گذاری شدند. آنها در لیگ برتر گوادلوپ بازی می‌کنند.

## افتخارات
- لیگ برتر گوادلوپ: ۶ قهرمانی
- جام حذفی گوادلوپ: ۵ قهرمانی